# Dècada del 470

## Esdeveniments
- 476 - Caiguda de l'Imperi Romà d'Occident, que dona fi a l'edat antiga i inicia l'època medieval
- Expansió dels ostrogots
- Possible destrucció de l'estàtua de Zeus a Olímpia

## Personatges destacats
- Ròmul Augústul
- Odoacre
- Basilisc (emperador)
- Sidoni Apol·linar